# مقتل القنفذ سونيك
مقتل القنفذ سونيك (بالإنجليزية: The Murder of Sonic The Hedgehog)‏ هي لعبة فيديو رواية بصرية 2023 نقطة والنقر تم تطويرها بواسطة فريق تواصل سيجا ونشرها سيجا لنظامي ماك أو إس وويندوز. يتحدث اللاعب مع العديد من شخصيات القنفذ سونيك للتحقيق في مقتل سونيك الواضح في عيد ميلاد إيمي روز .    أصدرت مجانًا في 31 مارس 2023 ، ليتزامن مع يوم كذبة أبريل .

## أسلوب اللعب
أثناء التحقيق، يمكن للاعب فحص الأشياء في الغرفة واستجواب الشخصيات الأخرى من أجل الحصول على أدلة. بمجرد جمع أدلة كافية، سيتمكن اللاعب من استجواب شخصية، ويجب عليه تقديم الدليل الصحيح لتأكيد أو نفي ادعاءات الشخصية الأخرى. بمجرد الانتهاء من الاستجواب، سيتمكن اللاعب من التقدم إلى الغرفة المجاورة. أثناء الاستجوابات ، يدخل اللاعب من حين لأخر في لعبة مصغرة تدعى "Think". في هذه الأجزاء، يتحكم اللاعب في شخصية سونيك في لعبة ركض مستمر باستخدام منظور متساوي القياس، ويجب عليه جمع الحلقات وتفادي المخاطر القادمة. يجب أن يجمع اللاعب عددًا محددًا من الحلقات من أجل التقدم إلى المرحلة التالية من الاستجواب، مع تزايد صعوبة هذه الألعاب الصغيرة مع تقدم اللعبة.

## الحبكة
تحتفل آيمي روز بعيد ميلادها مع أصدقاءها سونيك وتيلز وناكلز وإسبيو وفيكتور وروج وبلايز وشادو في قطار ميراج إكسبريس المصمم للمناسبات الخاصة للمشاركة في لعبة جريمة قتل غامضة وهمية. يتحكم اللاعب في موظف جديد على هيئة حيوان كوكا على متن القطار، يتم توجيهه من قبل قائد القطار لمساعدة المشاركين عند الحاجة. بعد وقت قصير من موعد بدء اللعبة، يسرع القطار فجأة ويؤدي إلى إسقاط كلًا من اللاعب وإيمي وتيلز إلى عربة التخزين.
عندما استعادوا وعيهم، تعود إيمي وتيلز واللاعب إلى عربة الطعام ليجدوا سونيك، الذي يبدو أنه قد مات فعليًا. بينما تبدأ إيمي في التحقيق بمفردها، يرافق اللاعب تيلز أثناء تنقلها بين العربات ذات الموضوعات المختلفة، وتستجوب كل المشاركين للتحقق من حجج غيابهم. يتقدم تيلز واللاعب من خلال صالون ومكتبة وصالة ليصلا إلى عربة الموصِّل في مقدمة القطار.
باستخدام الأدلة التي جمعوها على طول الطريق ، قرر تيلز واللاعب أن إسبيو كان الشرير في لعبة القتل الغامضة، وضرب سونيك باستخدام بندقية نفخ. دون علم إسبيو، كان يتبع التعليمات التي قدمها قائد القطار نفسه، والتي تم الكشف عن تحويلها إلى سلاح العملاق من قِبَل دكتور إغمان. ينزعج قائد القطار من التخطيط للتقاعد وتركه وراءه، ويخطط قائد القطار لتسليم الجميع إلى قاعدة إغمان مقابل مكافأة، والتي ينوي استخدامها لإجبار الموصِّل على البقاء معه إلى الأبد.
يتم جر الجميع إلى سياراتهم وحبسهم في الداخل. بمساعدة اللاعب، يقوم سونيك – بعد تعافيه – بالدوران خلال الأبواب لتحرير الجميع والوصول إلى سيارة الموصِّل. يتسابق إلى جانب القطار، يهاجمه سونيك والأخرون حتى يتم تحريره من فليكي، ويقومون باستعادته بينما تدمر إيمي القطار. قبل أن يتم تعطيل القطار، يتوعد قائد القطار بألا ينسى ذكرياته معه.
نزلت المجموعة في محطة، مع لم شمل القائد مع زوجته وبدء تقاعده، برفقة فليكي الآن. يشتري سونيك كعكة من مخبز قريب، ويتمنى الجميع عيد ميلاد سعيد لإيمي. في قاعدة إغمان، يُترك إغمان يتحسر على فشل خطته.

## ردة فعل اللاعبين
لقيت اللعبة استحسانًا من قِبَل اللاعبين، حيث حازت على تقييمات عالية من مستخدمي ستيم في بداية عطلة نهاية أسبوع الأولى من الإصدار على تقييم "إيجابي للغاية". 